# Produto de decaimento
Em física nuclear, um  produto de decaimento ou produto de desintegração é o isótopo  que resulta de um processo de desintegração nuclear (decaimento radioativo).
A maior parte dos produtos de desintegração são radioativos, e por sua vez produzem processos de desintegração sucessivos até  que se obtenha um isótopo estável. Para os elementos radioativos com número atômico superior ao do chumbo, geralmente  o chumbo é o produto estável em que as correntes de decaimento param.
O produto da desintegração também é conhecido como "produto filho", que é o isótopo obtido da desintegração de um  "isótopo mãe".
Em muitos casos os membros da corrente da deterioração radioativa são mais reativos que o isótopo original. Assim, embora o urânio não seja perigosamente radioativo quando puro, algumas partes da pechblenda natural são extremamente perigosas devido ao seu índice de rádio. Similarmente, as mantas usadas em lampiões a gás com tório são ligeiramente radioativas quando novas, porém tornam-se consideravelmente radioativas após somente alguns meses de armazenamento.
Embora não se possa prever o momento em que um átomo de um dada substância se desintegrará, os produtos da desintegração são extremamente previsíveis. Daí os produtos da desintegração serem  importantes para os cientistas compreenderem  de que modo ocorre a desintegração radioativa, para  determinarem as aplicações práticas, o gerenciamento do  desperdício radioativo e a medição dos níveis de poluição atômica (lixo atômico).